# The Best Platinum Collection (Matia Bazar)
The Best Platinum Collection è la diciassettesima raccolta dei Matia Bazar, pubblicata su CD dalla EMI Italiana (catalogo 946 3 92134 2) nel 2007.

## Descrizione
Compilation assente dalla discografia sul sito ufficiale del gruppo e inserita nell'omonima collana della EMI Italiana The Best Platinum Collection, ancora una serie di CD che raggruppano brani di successo di alcuni artisti italiani.
Esistono due copertine entrambe bianche e grigie con i loghi della collana, una con la fotografia del quintetto ed una senza.
Tutte le canzoni sono rimasterizzate e provengono dall'antologia Souvenir: The Very Best of Matia Bazar del 1998, eccetto Ma perché, Tu semplicità e Italian sinfonia che sono presentate con la nuova rimasterizzazione digitale del 2007.
La cantante del gruppo in tutte le canzoni è Antonella Ruggiero.
Nessun inedito presente, né singolo estratto dall'album.

## Tracce
L'anno indicato è quello di pubblicazione dell'album che contiene il brano.
CD
1. Stasera... che sera! – 3:23 (testo: Aldo Stellita – musica: Piero Cassano, Carlo Marrale) – 1976
2. Per un'ora d'amore (versione album) – 3:58 (testo: Giovanni Belfiore, Aldo Stellita – musica: Piero Cassano, Carlo Marrale) – 1976
3. Cavallo bianco (versione album) – 4:59 (testo: Giovanni Belfiore, Aldo Stellita – musica: Piero Cassano, Carlo Marrale) – 1976
4. Ma perché[3] – 3:23 (testo: Aldo Stellita – musica: Piero Cassano, Carlo Marrale) – 1977
5. Solo tu – 3:28 (testo: Aldo Stellita – musica: Piero Cassano, Carlo Marrale) – 1977
6. E dirsi ciao – 4:48 (testo: Giancarlo Golzi, Aldo Stellita – musica: Antonella Ruggiero, Piero Cassano, Carlo Marrale) – 1978
7. Tu semplicità – 4:16 (testo: Giancarlo Golzi, Aldo Stellita – musica: Antonella Ruggiero, Piero Cassano, Carlo Marrale) – 1978
8. C'è tutto un mondo intorno – 4:20 (testo: Giancarlo Golzi, Aldo Stellita – musica: Antonella Ruggiero, Piero Cassano, Carlo Marrale) – 1979
9. Italian sinfonia – 4:12 (testo: Giancarlo Golzi, Aldo Stellita – musica: Antonella Ruggiero, Piero Cassano, Carlo Marrale) – 1980
10. Fantasia – 4:13 (testo: Giancarlo Golzi, Aldo Stellita – musica: Antonella Ruggiero, Carlo Marrale) – 1982
11. Vacanze romane – 4:14 (testo: Giancarlo Golzi – musica: Carlo Marrale) – 1983
12. Matia Bazar con Enzo Jannacci – Elettrochoc – 4:49 (testo: Giancarlo Golzi – musica: Carlo Marrale) – 1983
13. Aristocratica – 4:55 (testo: Aldo Stellita – musica: Carlo Marrale) – 1984
14. Souvenir (versione album) – 4:36 (testo: Aldo Stellita – musica: Sergio Cossu, Carlo Marrale) – 1985
15. Ti sento – 4:15 (testo: Aldo Stellita – musica: Sergio Cossu, Carlo Marrale) – 1985
16. Noi (versione album) – 5:06 (testo: Aldo Stellita – musica: Sergio Cossu) – 1987
17. La prima stella della sera – 4:31 (testo: Aldo Stellita – musica: Sergio Cossu, Carlo Marrale) – 1988
18. Stringimi (versione album) – 5:18 (testo: Aldo Stellita – musica: Sergio Cossu) – 1989

## Formazione
Gruppo
- Antonella Ruggiero - voce solista, percussioni
- Sergio Cossu, Mauro Sabbione - tastiere
- Piero Cassano - tastiere, voce, chitarra
- Carlo Marrale - chitarre, voce
- Aldo Stellita - basso
- Giancarlo Golzi - batteria, percussioni